# Décembre 1775

## Événements

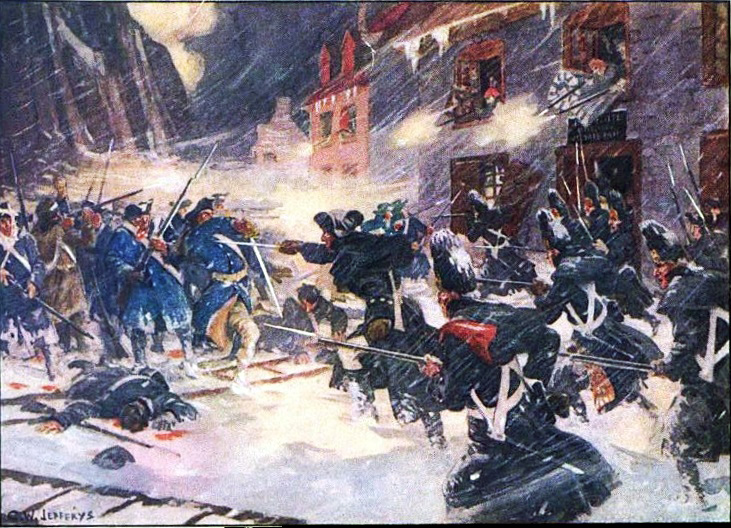
Bataille de Québec: la milice canadienne et les soldats britanniques repoussent l'attaque américaine

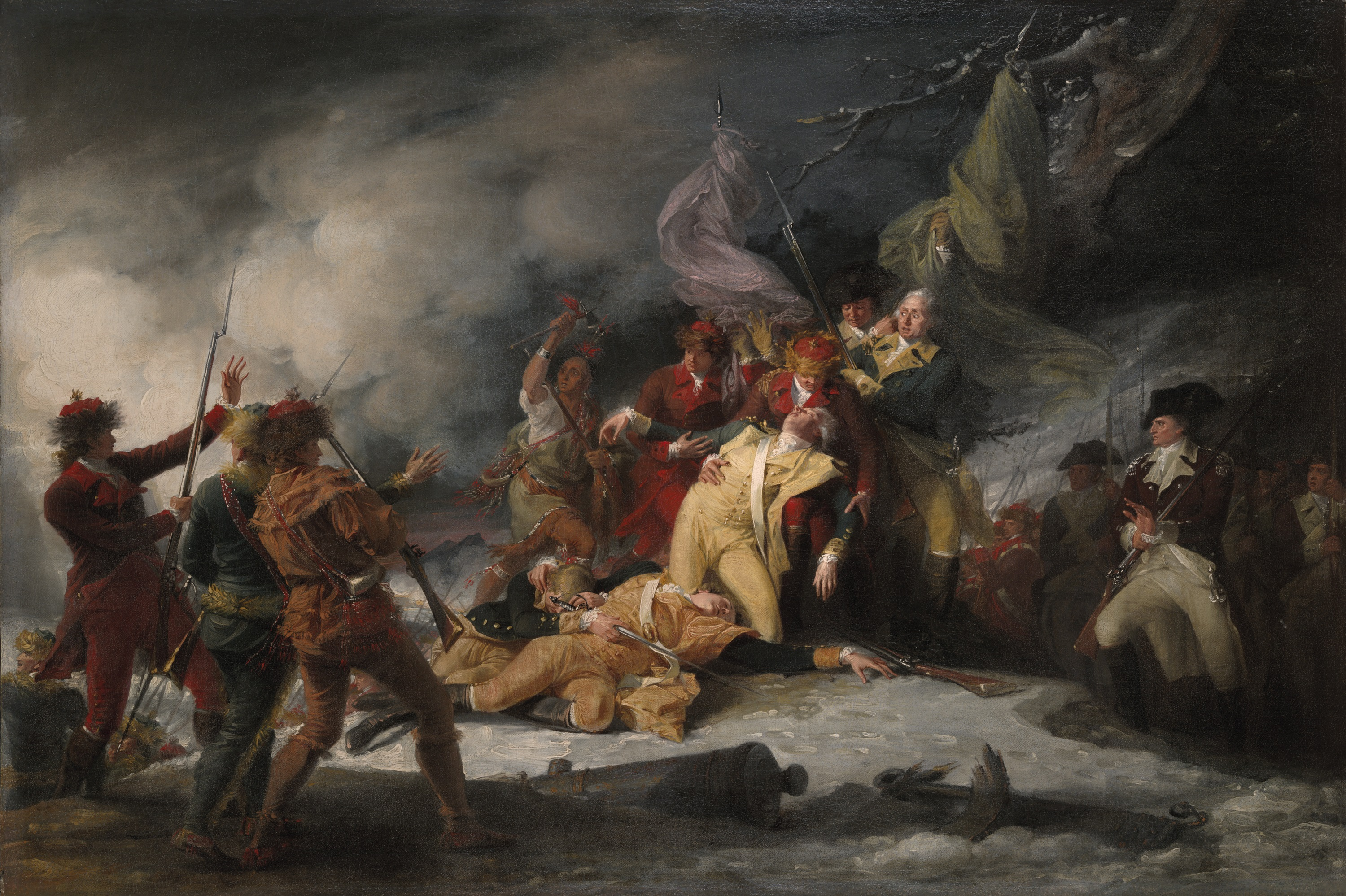
31 décembre : La mort du général Montgomery, John Trumbull, 1786

- 25 décembre : bulle Incrustabile divinae sapientiae consilium qui condamne l’irréligion, l’impiété, l’athéisme et appelle à l’union des pouvoirs spirituels et des pouvoirs temporels contre l’irréligion[1].

- 31 décembre : bataille de Québec (1775). Les insurgés américains sont repoussés.

## Naissances
- 1er décembre : André de Sainte-Maure, homme politique français († 2 mars 1850).
- 12 décembre : William Henry († 1836), chimiste britannique.
- 16 décembre :
  - Jane Austen : écrivain britannique.
  - François-Adrien Boïeldieu, compositeur français.

## Décès
- 3 décembre : Giovanni Bianchi (né en 1693), (latin : Janus Plancus), naturaliste italien[2].
- 31 décembre : Richard Montgomery, général américain.